# Художественное стекло
Стекло художественное — отрасль декоративно-прикладного искусства, одновременно и стекольной промышленности. В X—XIII веках стекольные мастерские на Руси производили разноцветные и золочёные смальты, культовые писанки и игрушечные погремушки, стеклянные украшения, цветные оконные стекла и фигурную посуду для питья.

## Ранняя история стекольного промысла
По общепринятой точки зрения технологии изготовления стекла впервые начали использоваться около 3000-2500 г. до н. э. в Междуречье и Египте, поскольку глазированные стеклом фаянсовые украшения, возраст которых насчитывает пять тысяч лет, находили именно там. Археология Междуречье, особенно периода Древних Шумера и Аккада, подводит исследователей к выводу, что не самым древним образцом стекольного производства следует считать памятник, найденный в Междуречье в районе Ашнунаку — цилиндрическую печать из прозрачного стекла, датируемую периодом династий аккадского государства, то есть её возраст составляет около четырёх с половиной тысяч лет.
О разделении стеклянных изделий на бытовые и художественные свидетельствует археологическая находка стеклянной бусины зелёного цвета диаметром около 9 мм, хранящейся в Египетском музее в Берлине. Она не имела утилитарного назначения, и свидетельствовала лишь о декоративном назначении. Она считается одним из древнейших образцов стекла. Бусина была найдена египтологом Питри у Фив, по некоторым допущениям её возраст составляет пять с половиной тысяч лет.

## Стекло в Киевской Руси
Сначала в производстве художественного стекла на Руси применяли технику вытягивания и отливки стекла, на рубеже X—XI вв. освоено искусство выдувания, а впоследствии и рафинирования стекломассы двукратной варкой, что давало чистое прозрачное стекло. Найденные сосуды X—XIII вв. свидетельствуют о наличии двух сортов изделий: дешёвых из «простого», «зеленого» (бутылочного) или «лесного» стекла и с высокоценного «белого» или «хрустального». Посуда того времени украшалась накладными узорами из стеклянных нитей и лент (однотонных или цветных) в форме спиральных или волнистых линий, а также геометрического орнамента. Этот орнамент стал основой украинского стекольного производства в более поздние века.

## XVIII—XIX века
В XVIII — начале XIX века производство художественного стекла достигло высокого уровня. Возникали новые хорошо оборудованные промыслы, освоена техника выдувания листового стекла «халявным» способом и новые средства обработки и украшения, главным образом цветной эмалью, а впоследствии резьбой, гравировкой и золочением. Создан стиль украинского художественного стекла, который заключался в том, что работа над созданием формы изделия была органически связана с его декорированием.
Своеобразным явлением украинского художественного стекла были фигурные изделия: бутылки, бочонки с видом животных (мишка, конёк, барашек) и птиц (утка, удод, петушок), обычные гротескные персонажи народных сказок, преданий, пословиц. Особенностью волынских изделий были вазы-корзинки, тонко выработанные лепным стеклом, и подсвечники с филигранью. На промыслах Львовщины (Жолква) производились Паучьи люстры. В художественном стекле XVIII—XIX вв. применяются множество типов орнаментов: пластические лепные украшения (геометрический орнамент, мелкая пластика), росписи эмали (на тонкостенных изделиях преобладает растительный орнамент, реже сюжетные изображения), росписи масляными красками (родственные народным настенным росписям, преимущественно растительные), огранки (углубление) различной формы, из которых мастер формировал орнамент из цветов (подсолнечника, ромашки), гравировка (портретные изображения, гербы) и позолота.
Во второй половине XIX века кустарное производство художественного стекла под давлением промышленности пришло в упадок. Только с 1930-х годов начинают появляться предметы художественного стекла на стеклянных заводах УССР: рубиновые «Кремлёвские звезды» (1937), хрустальный фонтан для советского павильона на международной выставке в Нью-Йорке (1939), созданные на константиновском заводе «Автостекло». Впоследствии всё чаще художественное стекло применяется в архитектуре и декоративно-прикладном искусстве (павильоны Всесоюзной сельскохозяйственной выставки, метрополитен в Москве и «Киев Кольцевая») и возрождаются витражи («Переяславская рада» для павильона УССР на выставке достижений народного хозяйства СССР, авторы Г. Юнь, В. Давыдов, С. Кириченко, «Дружба народов» по эскизу А. Мысина и др.), выполняемые преимущественно Константиновским и Киевским стеклозаводами. С 1950-х годов стеклозаводы выполняют единичные полые изделия для выставок, юбилеев, наград, используя декорации технику огранки и глубокого травления изделий из накладного стекла (так называемая техника Галле). Теперь ячейками производства художественного стекла на Украине является стеклозавод Киева, Львова (фирма «Радуга»), меньше в Стрые. Художники на заводах Киева и Львова используют историческое наследие, создавая изделия для бытовых нужд.

## Художественное стекло в 1900-х
К созданию художественного стекла в начале XX столетия обратился целый ряд дизайнеров, технологов и художников. В авангарде технологических поисков оказался Рене Лалик (1860—1945). Мастерскую по производству зеркал и хрусталя имел ещё его отец. Сын стал продолжателем семейного бизнеса на новом этапе. Экспериментам с различным стеклом предшествовала работа с фаянсом и керамикой. Ряд технологических наработок он перенёс и на работу со стеклом.
В 1890 году Лалик начинает работу со стеклом. Оно относительно дешёвое, а потому подходит для его идеи о доступных женских украшениях. Он начинает, как ни странно, не с украшений, а с посуды и получает на одном из конкурсов вторую премию. В 1900 году Всемирная выставка в Париже приносит ему мировую известность, Гран-при и орден Почётного легиона.
Впоследствии Лалик начинает придумывать сосуд для духов. В 1905 году Лалик переносит свою мастерскую на Вандомской площади и его соседом оказывается парфюмер Франсуа Коти. Коте заказывает Лалику флакон для его новых духов и тот его не подводит. Работа выполнена профессионально. После этого заказа, Лалик разрабатывает ещё множество флаконов для духов: Cyclamen (1909), Ambre Antique (1910), Styx (1911), Chypre (1917). За несколько лет сотрудничества Коти и Лалика, ювелир изготавливает 16 флаконов, а также украшает витрину для Нью-Йоркского магазина Коти.

В 1909 году Лалик арендует стеклодувный завод в городе Ком-ля-Виль (фр. Combs-la-Ville) и через некоторое время покупает его. Во время Первой мировой войны его приходится закрыть. Новый завод Лалик открывает только в 1921 году в городе Венжан-сюр-Модэ (фр. Wingen-sur-Moder). Он продолжает свои эксперименты, устанавливая новые технологии на заводе. Все изделия из стекла отныне изготавливаются по конечным отлитым формам.

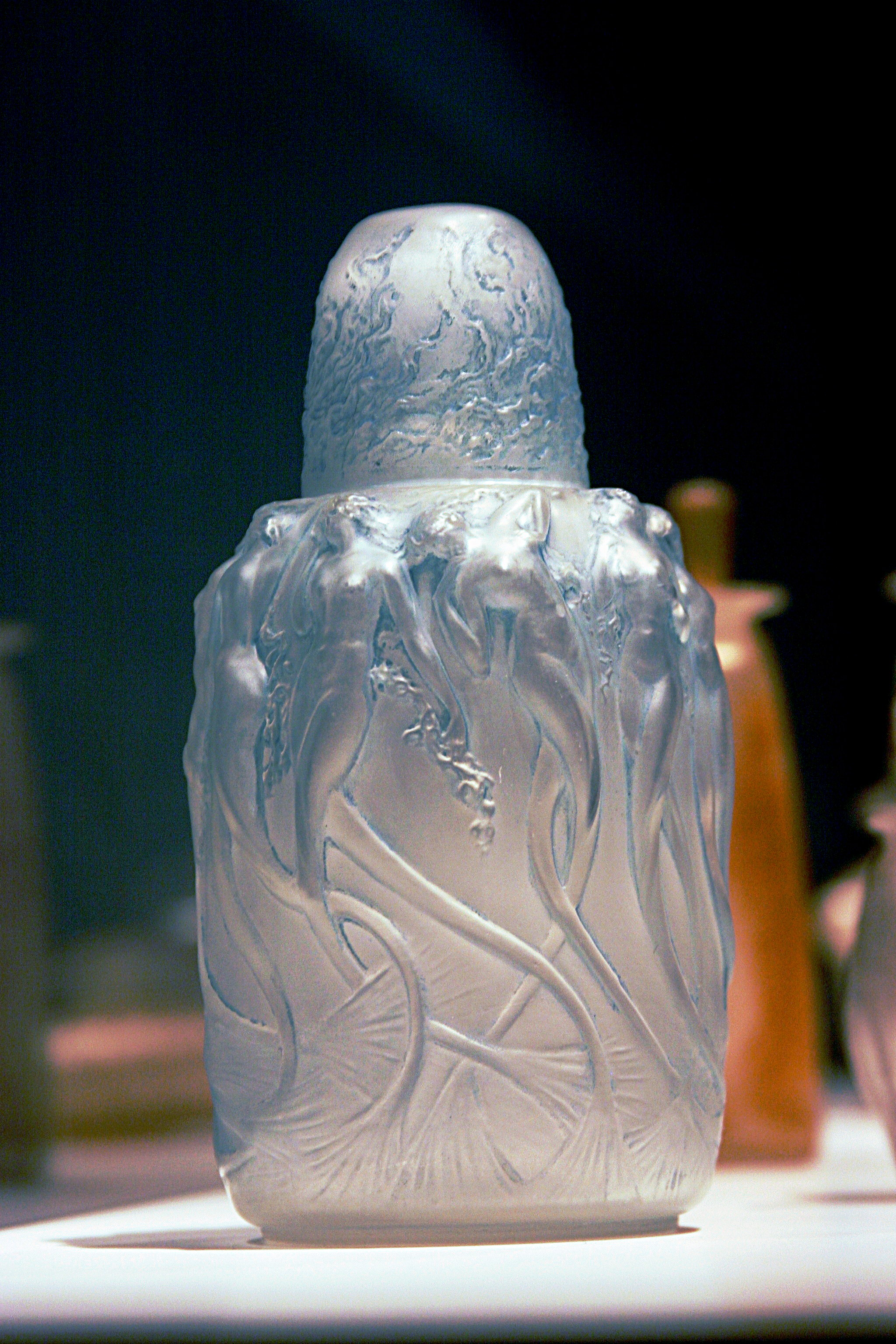
Лалик. Ваза, Барселона.
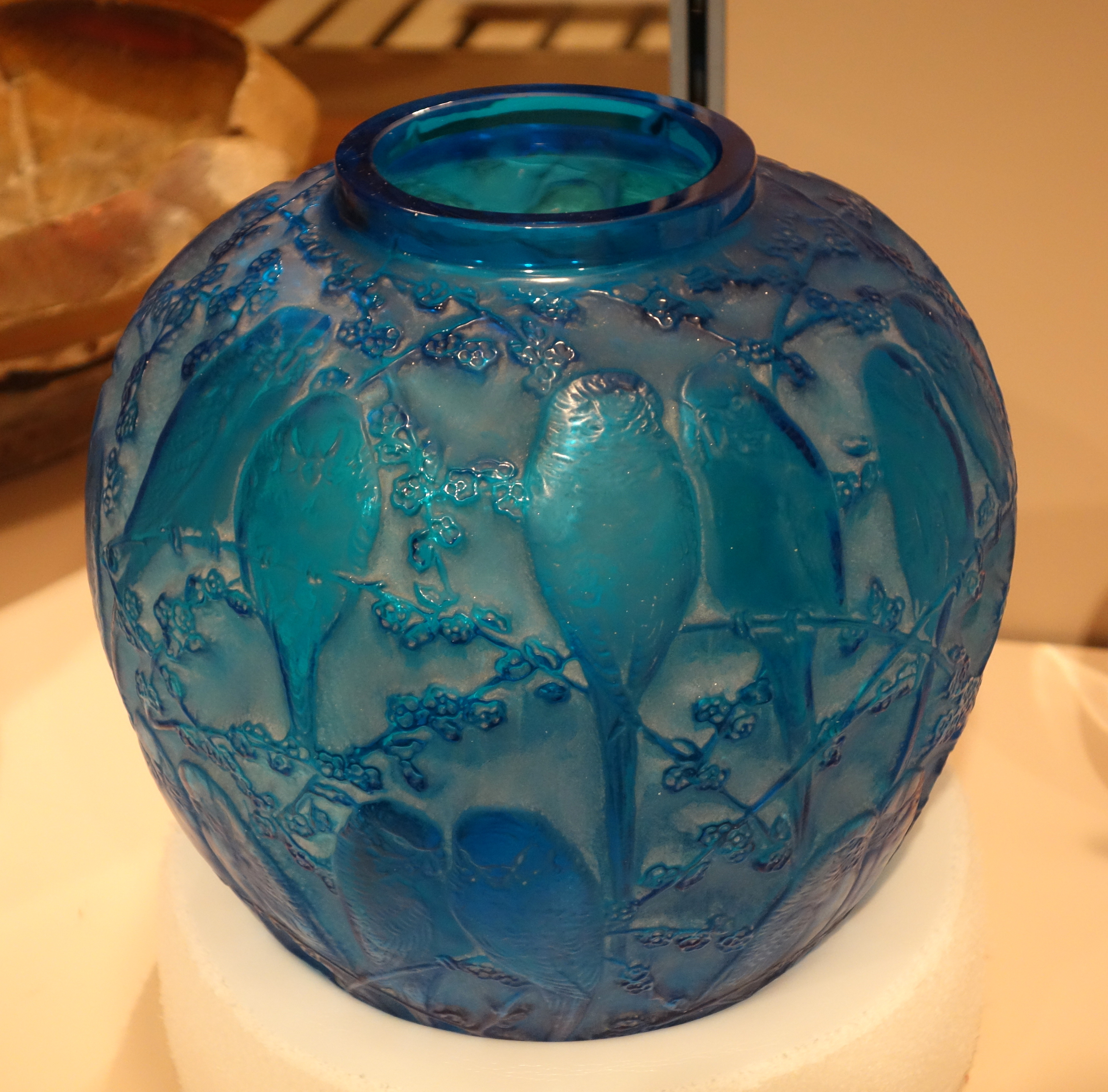
Лалик. Ваза

## Художественное стекло и стеклянные ёлочные игрушки

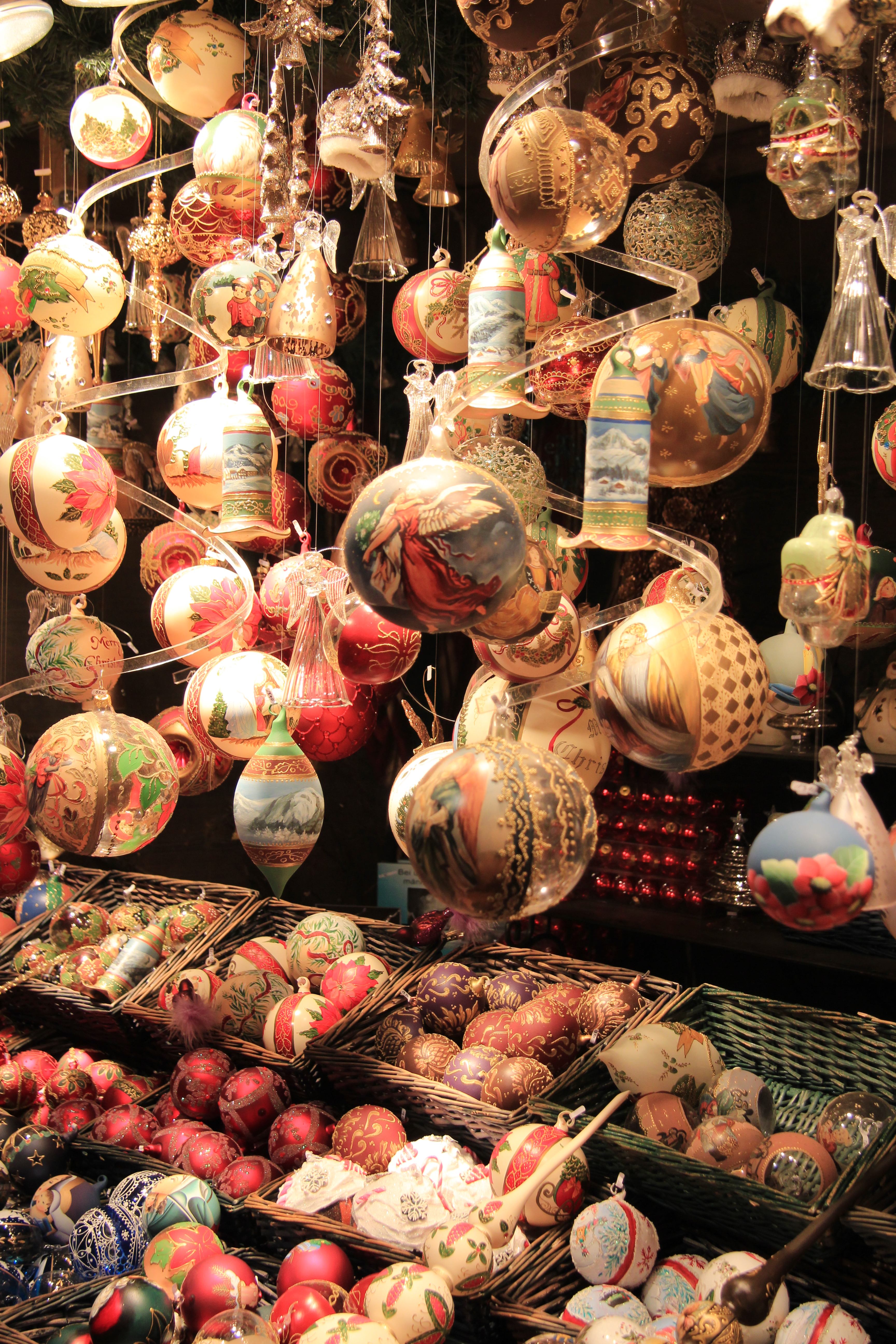

Музей художественного стекла (нем. Das Museum für Glaskunst создан в городе Лауша, Германия — Лауша в прошлом время была одним из центров стеклянного производства в Тюрингии .
Музейное собрание имеет ряд экспонатов из тюрингского стекла от позднего средневековья до наших дней. Главное место в музейных коллекциях занимают ёлочные игрушки, потому Лауша была длительное время центром производства стеклянных ёлочных игрушек.

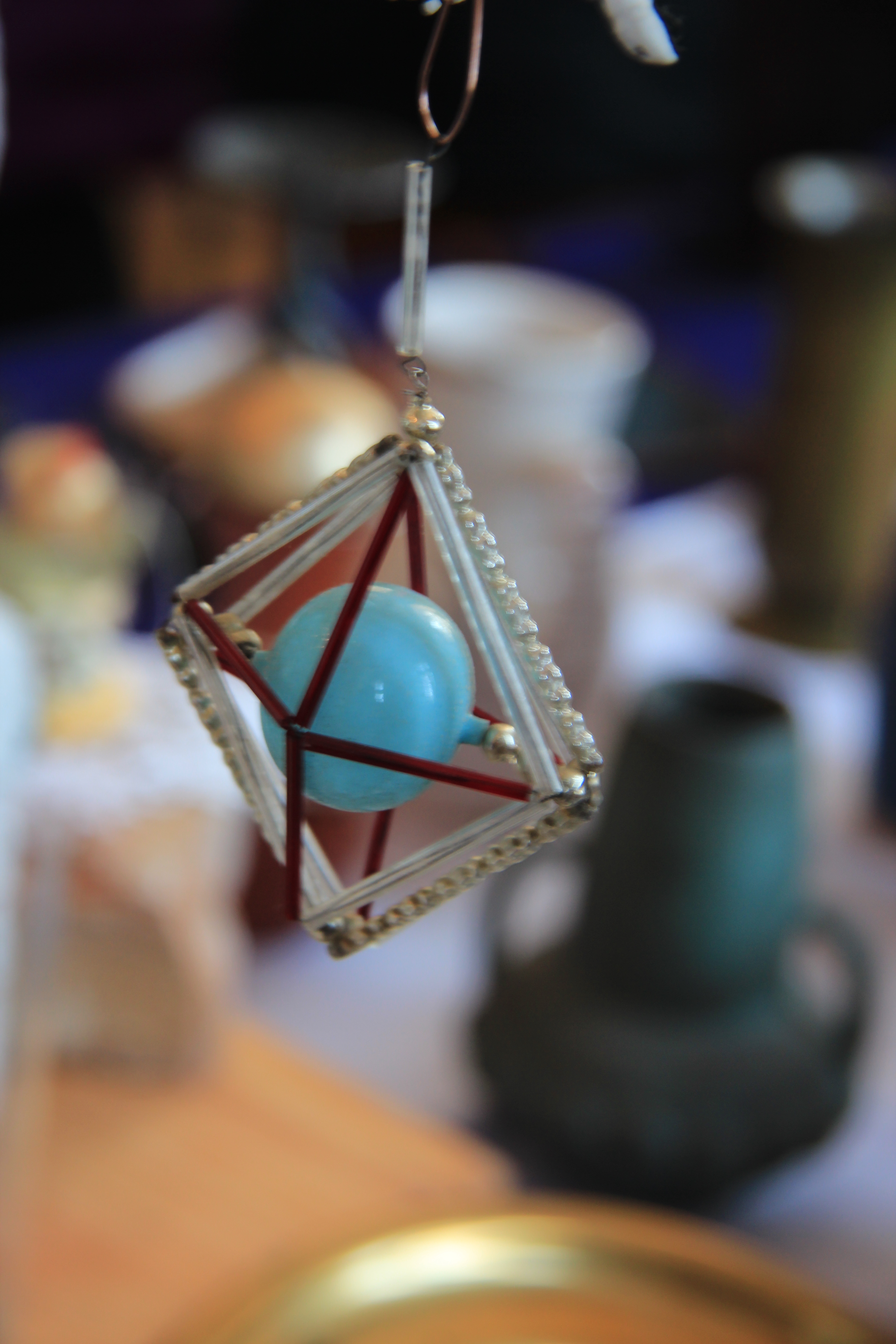
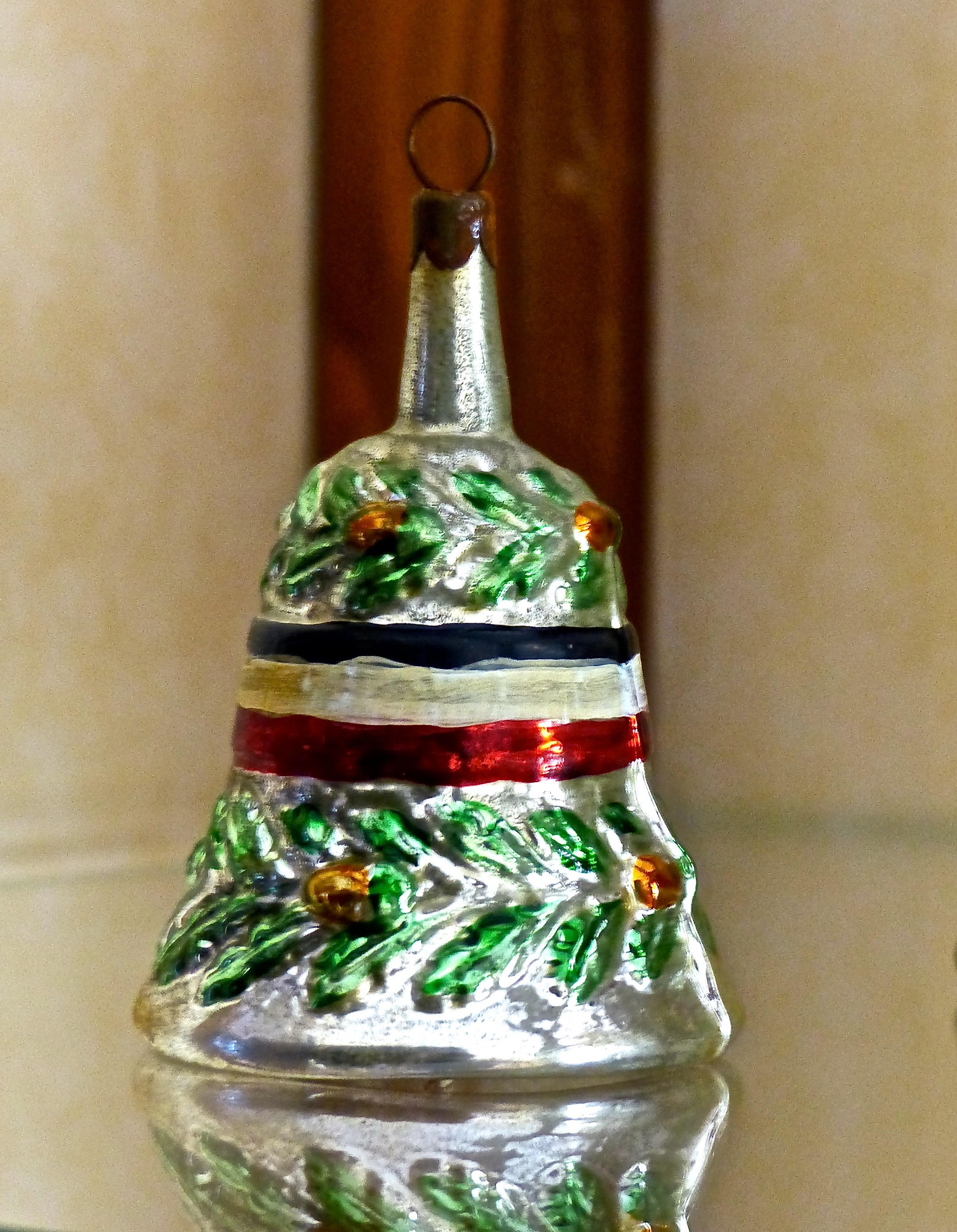
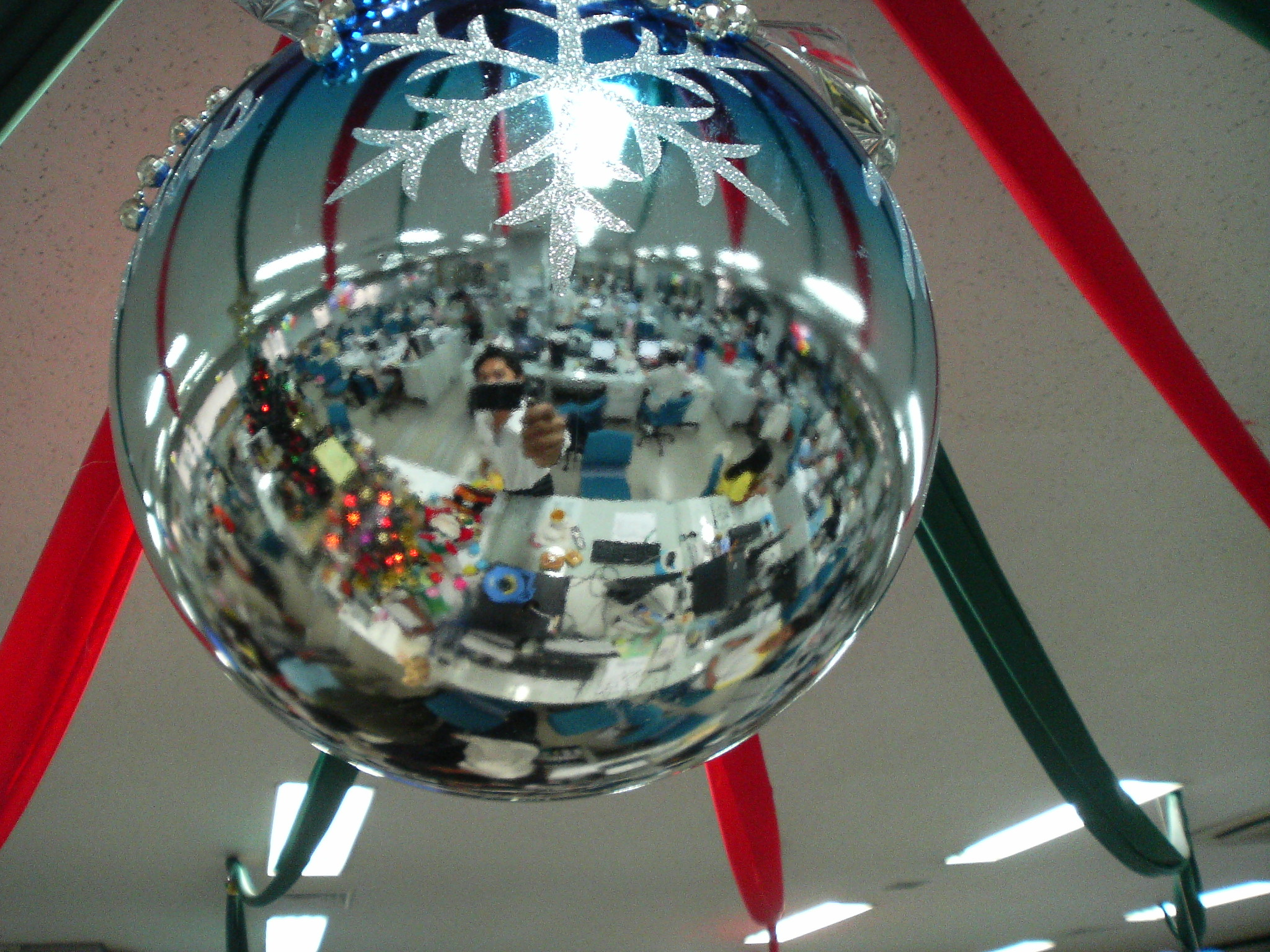
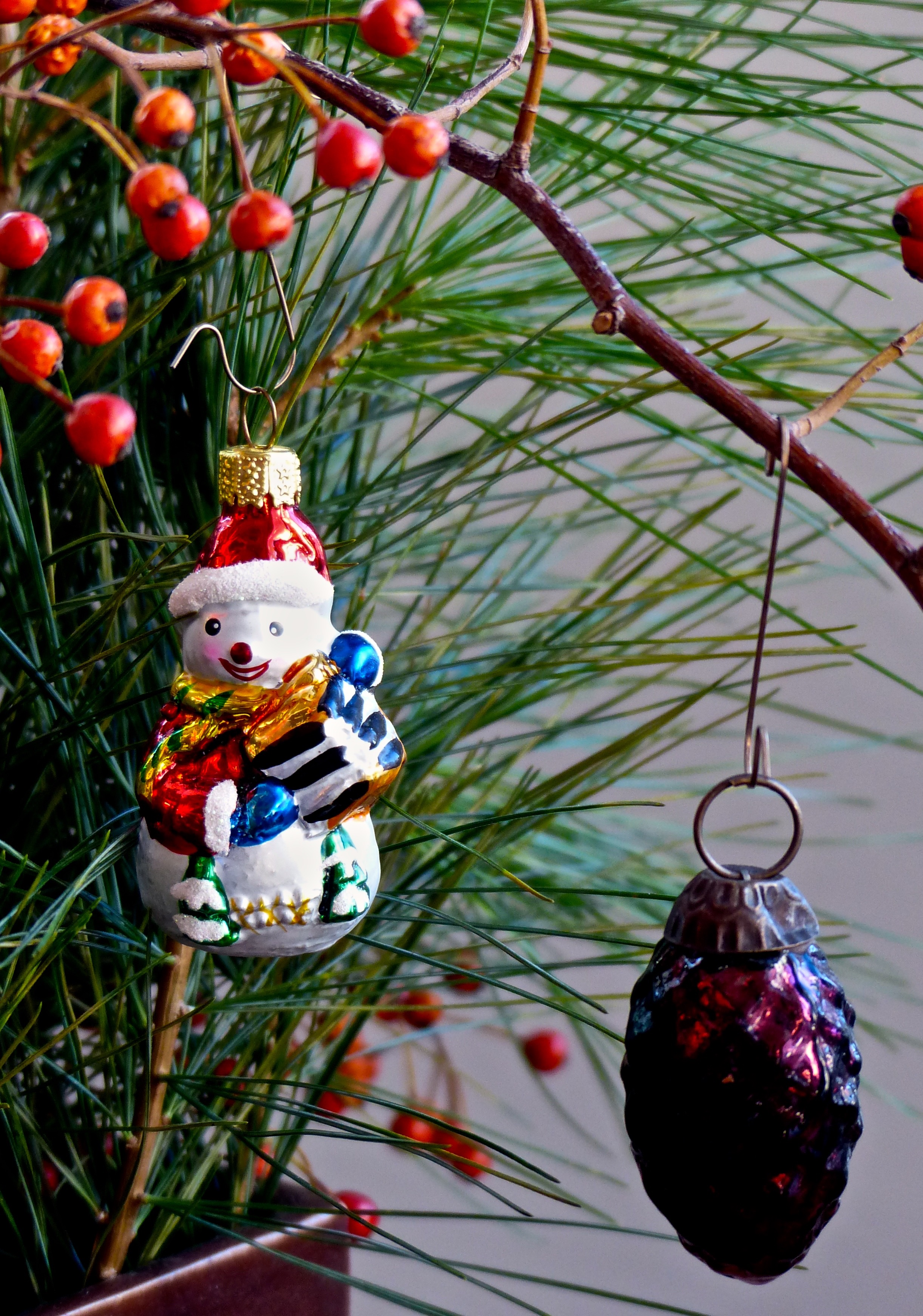

## Другие музейные собрания художественного стекла

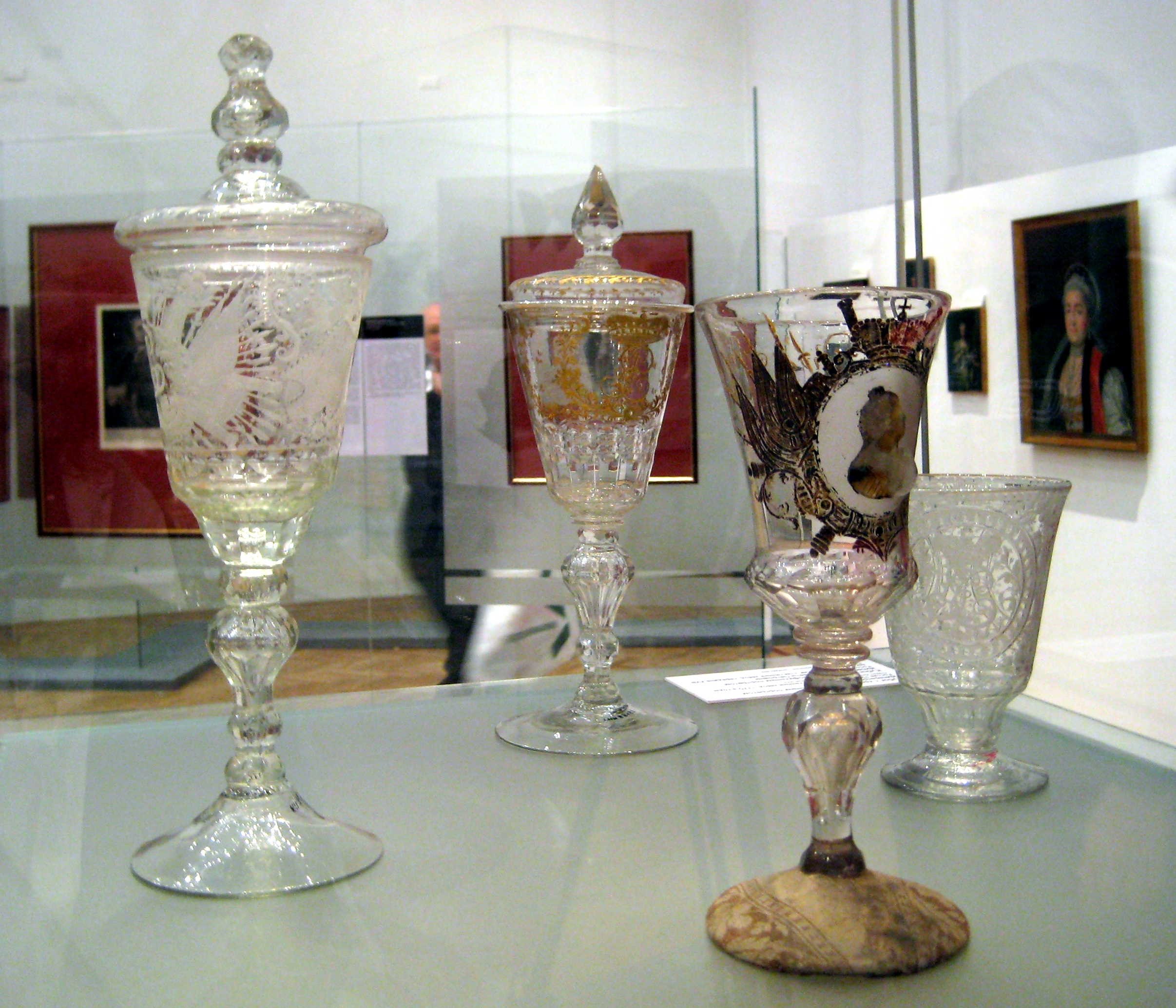
Изделия из хрусталя и стекла. Государственный исторический музей (Москва).

Коллекции украинского художественного стекла хранятся в Государственном Музее Украинского Искусства в Киеве, Львовском украинском Государственном музее этнографии и художественного промысла АН УССР, в Сумском Художественном Музее; в исторических музеях — Киевском, Львовском, Черниговском; в историко-краеведческих — Луцком (коллекции художественного стекла 15 — 17 гг.), Кременце и других; в Ленинградском Государственном Музее Этнографии народов СССР, в Государственном Историческом Музее в Москве и других.

## Витражи

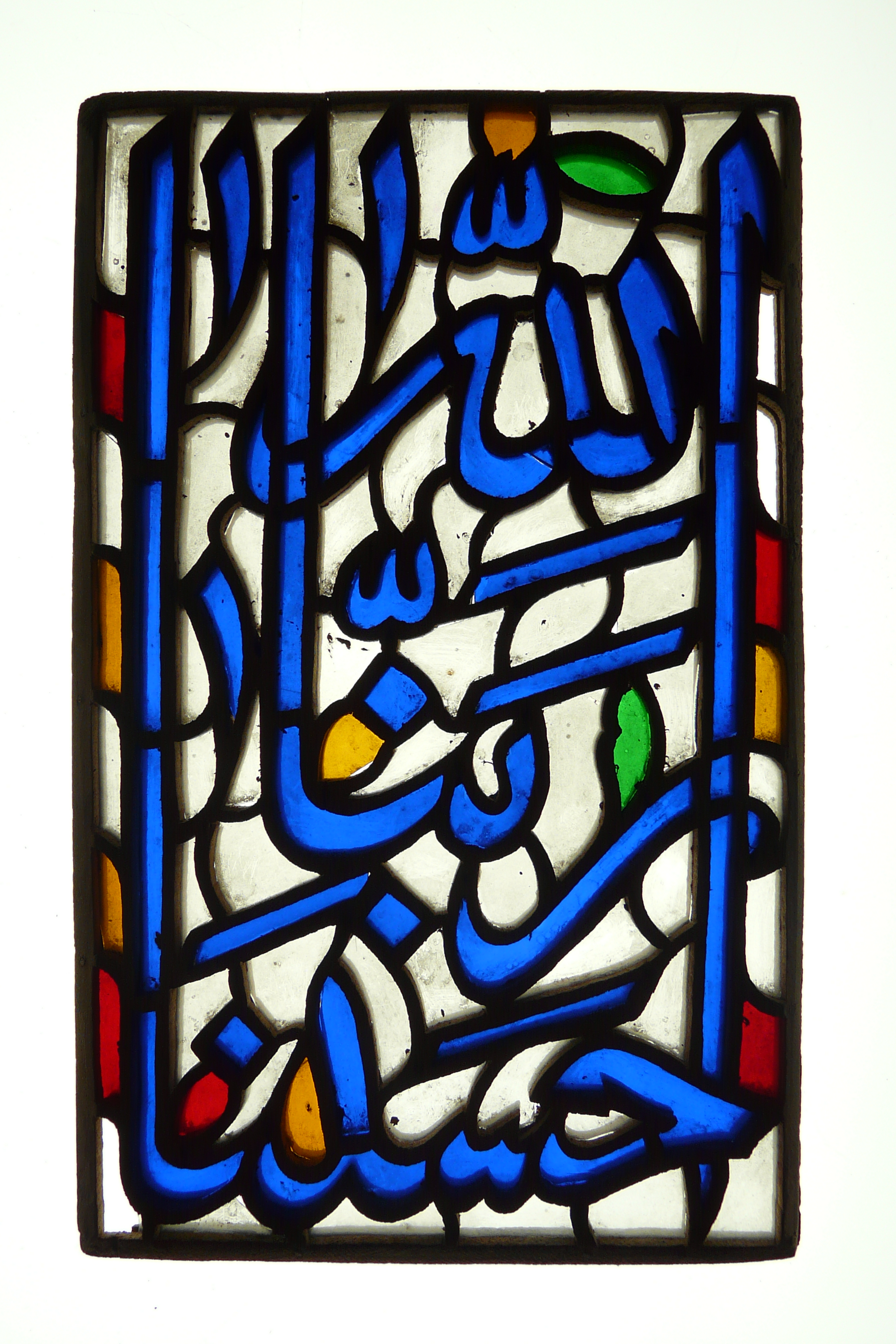
Персия, витраж с каллиграфическим арабской надписью
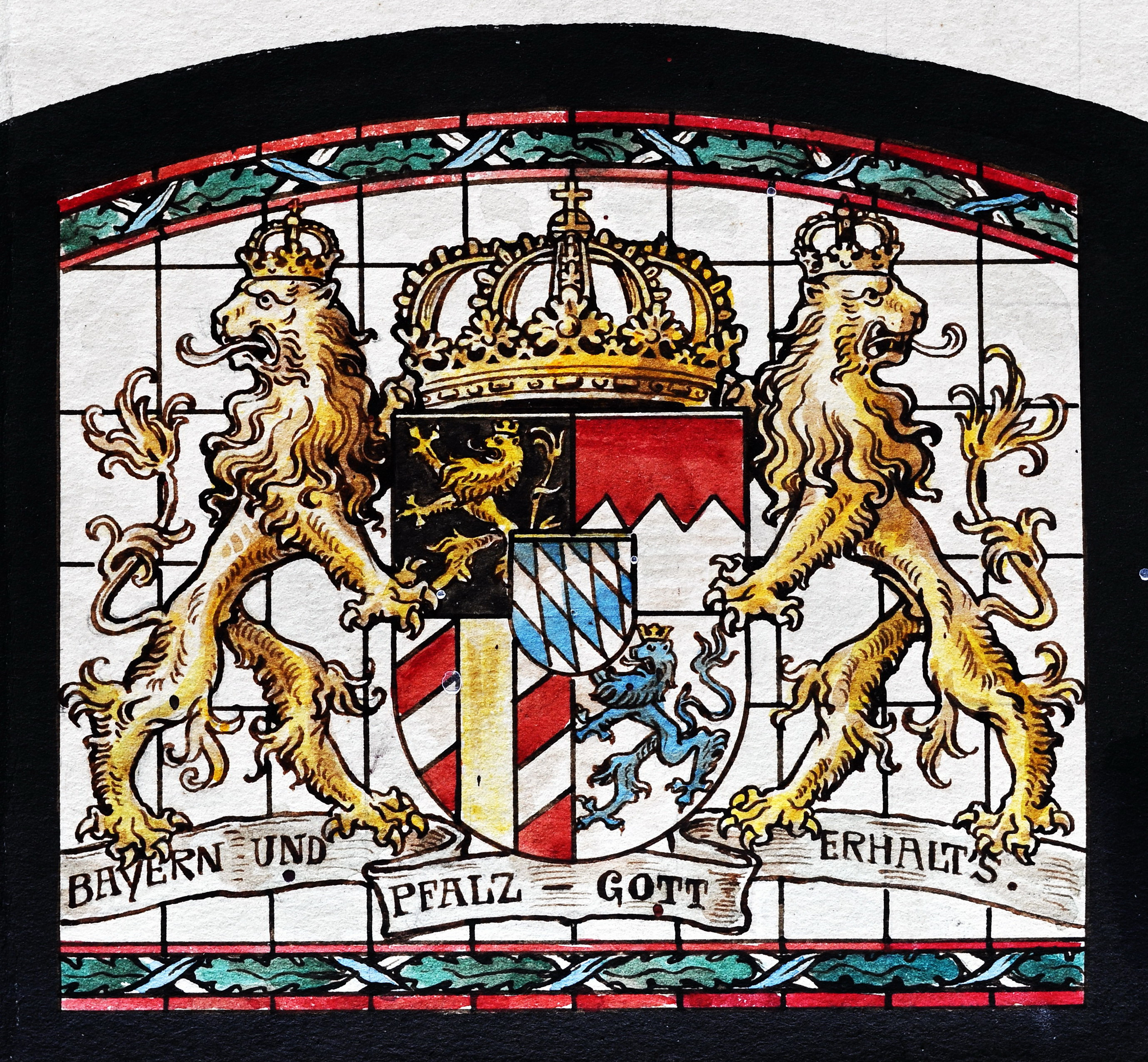
Геральдический витраж, Бавария
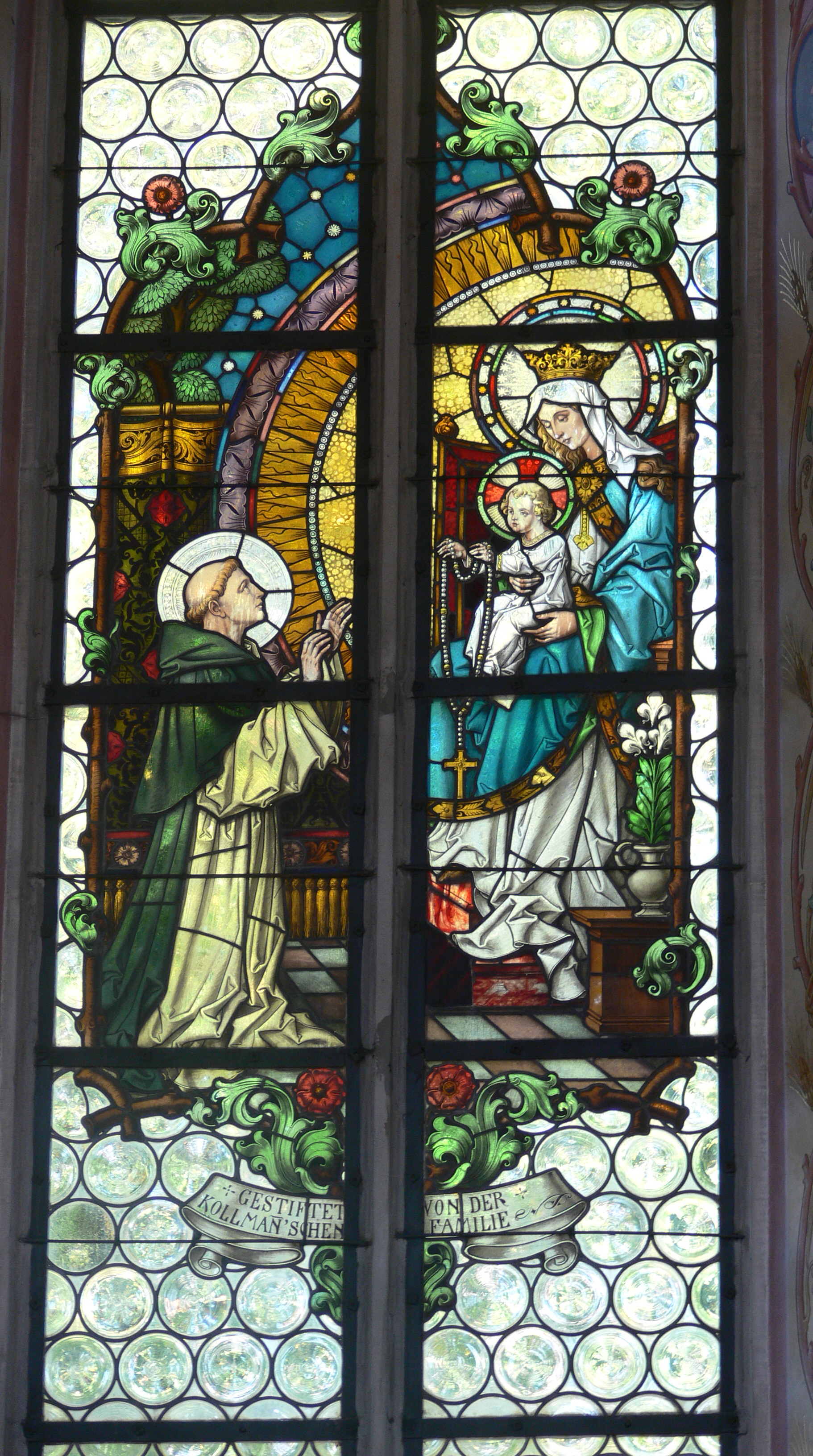
Св. Доминик перед Мадонной